# Ettore Lombardi
Ettore Lombardi (Napoli, 12 agosto 1933 – Roma, 12 giugno 2006) è stato un cantante e compositore italiano.

## Biografia
L'artista debutta giovanissimo, alternando la sua carriera di compositore e autore con quella di cantante. La prima affermazione importante avviene nel 1955, allorché si aggiudica il primo premio per il brano Suspiranno mon amour cantato da Nilla Pizzi al Festival di Capri. Nel 1959, al Festival della Canzone Marinara di Ischia, si aggiudica il secondo premio con il motivo Ischia 1600 cantato da Elio Mauro e Gino Latilla. Come autore e compositore ritorna in gara nel 1960 alla rassegna "Due giorni della canzone napoletana", dove propone 'A pianta 'e stelle, 'O ffuoco, 'E mmane 'e luna e Dint'o scuro, affidate rispettivamente a Peppino Di Capri, Mina e Paola Orlandi.
Nel 1973 partecipa al Festival di Napoli con il brano Preghiera napulitana, cantato da Aurelio Fierro e Nunzio Gallo e classificatosi all'ottavo posto. Alla stessa manifestazione ritorna nel 1965, dove propone il motivo Scordame, che viene interpretato da Gloria Christian e Roy Silver, e rientra tra i finalisti.
Firmato un contratto discografico per l'etichetta Columbia, incide il brano Fasulillo, cui segue E noi siamo al mondo. Nel 1967 partecipa come autore e cantante al 15º Festival di Napoli con il motivo E facimmece 'a croce, in abbinamento con Don Backy.
Dopo la parentesi festivaliera, orienta la sua attività nei night e nelle sale da ballo, soprattutto nei club della Versilia. Nel 1970, con il fratello Guido, realizza uno spettacolo intitolato "Angolo della Canzone" che riscuote unanimi consensi in tutta Italia.
Nel 1974 partecipa al programma Concerto per Napoli, dove propone l'antica Serenata napoletana e 'A pianta 'e stelle.
Nello stesso periodo gira i maggiori palcoscenici della penisola con il recital di canzoni "Allora forse saremmo una nazione", in compagnia del fratello Guido e di Aldina Martano.
Nel 1981, con Marisa Laurito e Lina Sastri, prende parte al programma televisivo Canzonette di storia napoletana di cui firma anche i testi e che ottiene un lusinghiero successo.
Nel 2000 decide di ritornare alla musica, registrando il 33 giri La mia Napoli per l'etichetta Edibi.
L'artista muore il 12 giugno 2006 a Roma.

## Discografia parziale

### Album
- 1971: Ettore e Guido Lombardi (Philips, 6389 001)

### Singoli
- 1966: Pronto.../Morire d'amore (Columbia, SCMQ 1915)
- 1966: Fasulillo/Preghiera napulitana (Columbia, SCMQ 7012)
- 1967: E facimmece 'a croce/Pe 'na strada longa longa (Columbia, SCMQ 7062)